# Festuca cocuyana
Festuca cocuyana är en gräsart som beskrevs av Stancík. Festuca cocuyana ingår i släktet svinglar, och familjen gräs. Inga underarter finns listade i Catalogue of Life.